# Novalis (banda)
Novalis fue un grupo de Krautrock de los años 70 formado en Hamburgo, Alemania Occidental.

## Historia
El vocalista Jürgen Wentzel y el bajista Heino Schünzel publicaron en un periódico la búsqueda de más integrantes para formar un grupo en 1971. Tras esto, se unieron a la banda el organista Lutz Rahn y el percusionista Hartwig Biereichel. Juntos y con el guitarrista Carlo Karges formaron Mosaik, cambiando prontamente el nombre de la banda a Novalis. Tras la publicación de su primer álbum en 1973, Wentzel abandonó el grupo siendo Heino Schünzel el nuevo vocalista. Carlo Karges igualmente abandonó el grupo para ser sustituido por Detlef Job. Finalmente en 1976 el austriaco Fred Mühlböck entró como cantante.
Las letras usadas en el primer álbum fueron escritas en inglés, pero a sugerencia del productor Achim Reichel, a partir de 1975 empezaron a cantar en alemán. El grupo empezó a incorporar los poemas de Novalis, poeta romántico alemán, en el que se inspiraron para decidir el nombre del grupo.
Gracias a la potente e inconfundible voz del nuevo vocalista, el grupo alcanzó un gran éxito e incluso un grado de reconocimiento internacional fue conseguido con los títulos Sommerabend, Brandung y Vielleicht Bist Du Ein Clown?.
En 1979 Flossenengel es un álbum ubicado en el clima activista por la ballenas al que se habían sumado varios artistas y grupos musicales como Yes.
Tras la publicación de Augenblicke en 1981 el bajista y fundador del grupo, Schünzel, lo abandonó siendo sustituido por Heinz Frohling. En la década de los 80 con el nacimiento del Neue Deutsche Welle, Novalis quedó "demodé". El grupo trató de renovarse pero los cambios que pretendían los distintos integrantes empezaron a romper el grupo.
En 1984 Fred Mühlböck abandona el grupo y finalmente en 1985 lanzan su último álbum Nach Uns Die Flut e iniciaron un tour junto al guitarrista Günther Brackmann tras el cual la banda se disolvió. Posteriormente en 1993, Rahn y Biereichel decidieron hacer un álbum recopilatorio con los directos de su época dorada.

## Discografía
| Nombre Original                | Año  | Discográfica | Nombre en castellano         | Comentarios                                              |
| ------------------------------ | ---- | ------------ | ---------------------------- | -------------------------------------------------------- |
| Banished Bridge                | 1973 | Brain        | Puente Exiliado              | Único álbum en inglés.                                   |
| Novalis                        | 1975 | Brain        | Novalis                      | Álbum dedicado al poeta Novalis.                         |
| Sommerabend                    | 1976 | Brain        | Tarde de Verano              |                                                          |
| Brandung                       | 1977 | Brain        | Oleaje                       |                                                          |
| Konzerte                       | 1977 | Brain        | Concierto                    | Recopilación de directos.                                |
| Vielleicht bist du ein Clown?  | 1978 | Brain        | ¿Quizás eres tú el payaso?   |                                                          |
| Wer Schmetterlinge lachen hört | 1978 | Brain        | Quien escucha mariposas reír | Recopilación.                                            |
| Sonnenwende                    | 1978 | Brain        | Solsticio                    | Recopilación.                                            |
| Flossenengel                   | 1979 | Ahorn        | Ángel con aletas             | Álbum dedicado al movimiento para salvar a las ballenas. |
| Augenblicke                    | 1981 | Ahorn        | Momentos                     |                                                          |
| Neumond                        | 1982 | Vertigo      | Luna Nueva                   |                                                          |
| Visionen                       | 1982 | Metronome    | Visiones                     | Recopilación.                                            |
| Sterntaucher                   | 1983 | Vertigo      | Buceador de estrellas        |                                                          |
| Bumerang                       | 1984 | Vertigo      | Búmeran                      |                                                          |
| Nach uns die Flut              | 1985 | Vertigo      | Tras nosotros la inundación  |                                                          |
| Novalis lebt!                  | 1993 |              | ¡Novalis vive!               | Recopilación de directos.                                |
| Flossenengel                   | 1995 |              | Ángel con aletas             | Recopilación.                                            |